# Венона (Њу Џерзи)
Венона (енгл. Wenonah) град је у америчкој савезној држави Њу Џерзи.

## Демографија
По попису из 2010. године број становника је 2.278, што је 39 (-1,7%) становника мање него 2000. године.
| Група             | 2000.         | 2010.         |
| Белци             | 2.245 (96,9%) | 2.175 (95,5%) |
| Афроамериканци    | 25 (1,1%)     | 21 (0,9%)     |
| Азијати           | 15 (0,6%)     | 24 (1,1%)     |
| Хиспаноамериканци | 17 (0,7%)     | 31 (1,4%)     |
| Укупно            | 2.317         | 2.278         |